# Afrogarypus monticola
Espèce
Synonymes
- Geogarypus monticola Beier, 1955

Afrogarypus monticola est une espèce de pseudoscorpions de la famille des Geogarypidae.

## Distribution
Cette espèce se rencontre au Kenya, en Ouganda et en Tanzanie.

## Systématique et taxinomie
Cette espèce a été décrite sous le protonyme Geogarypus monticola par Beier en 1955. Elle est placée dans le genre Afrogarypus par Harvey en 1986.

## Publication originale
- Beier, 1955 : Pseudoscorpionidea, gesammelt während der schwedischen Expeditionen nach Ostafrika 1937-38 und 1948. Arkiv för Zoologi, sér. 2, vol. 7, p. 527-558.